# Polyplax opimi
Polyplax opimi är en insektsart som beskrevs av Sosnina 1979. Polyplax opimi ingår i släktet Polyplax och familjen ledlöss. Inga underarter finns listade i Catalogue of Life.